# Villa Gransäter

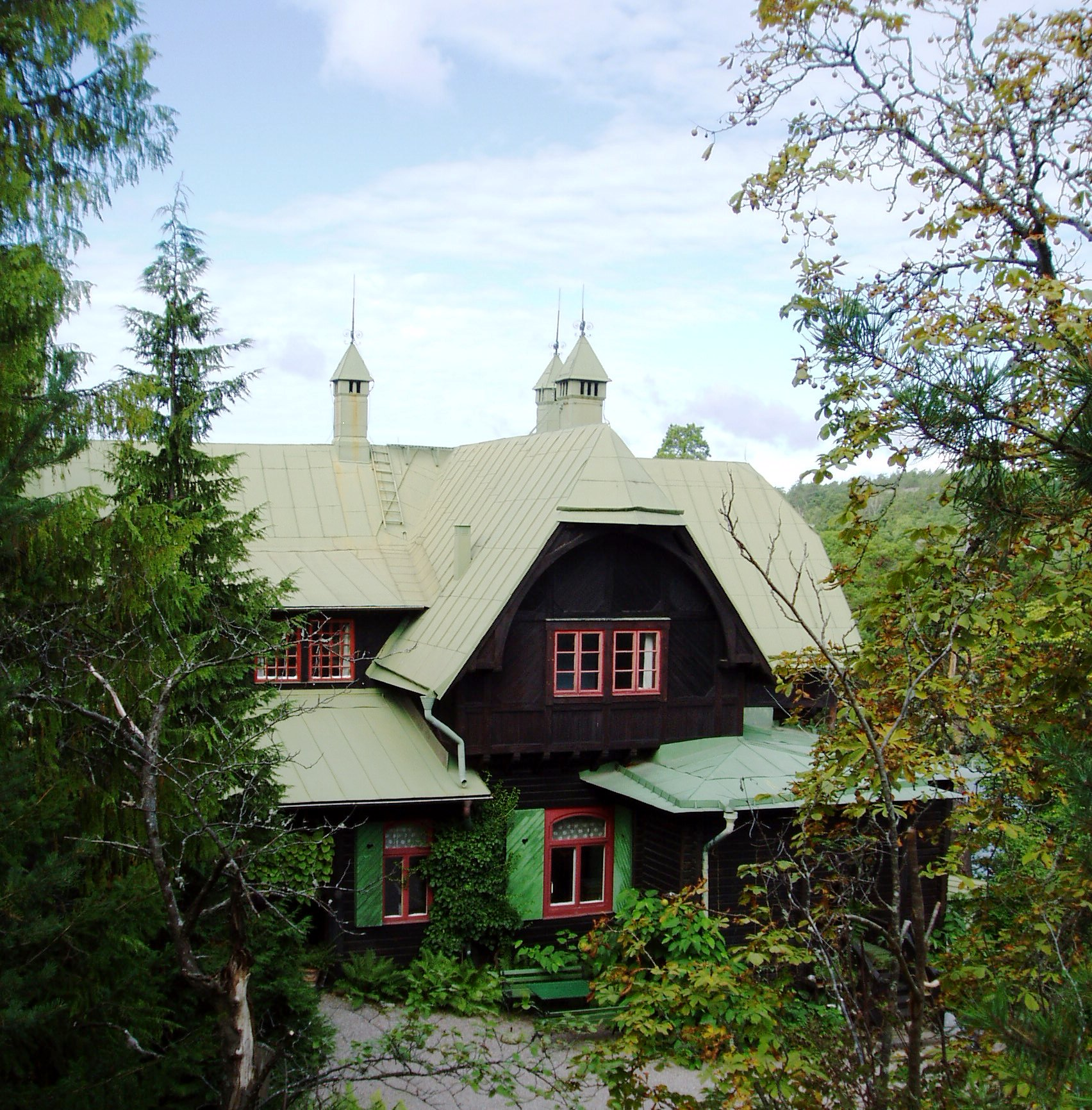
Villa Gransäter, östra sidan

Villa Gransäter ligger i Västra Ekedal i Värmdö kommun vid toppen av en brant sluttning ner till Farstavikens mynning i Baggensfjärden. Huset byggdes 1886–87 för hovintendenten John Böttiger. Arkitekten Agi Lindegren blandade flera stilar som ger byggnaden en romantisk karaktär.
Konstruktionen kännetecknas av flera utbyggnader och burspråk. Den historiserande stilen och fjällpanelen återkom i Lindgrens ritningar till Biologiska museet som uppfördes några år senare på Djurgården. Husets interiör är mycket välbevarad.
Fram till 1975 användes villan bara sommartid men numera är den åretruntbostad. Villa Gransäter och parken runt huset förklarades 1980 till byggnadsminne. Gransäter anses vara  en av Stockholms skärgårds mest magnifika sommarvillor.

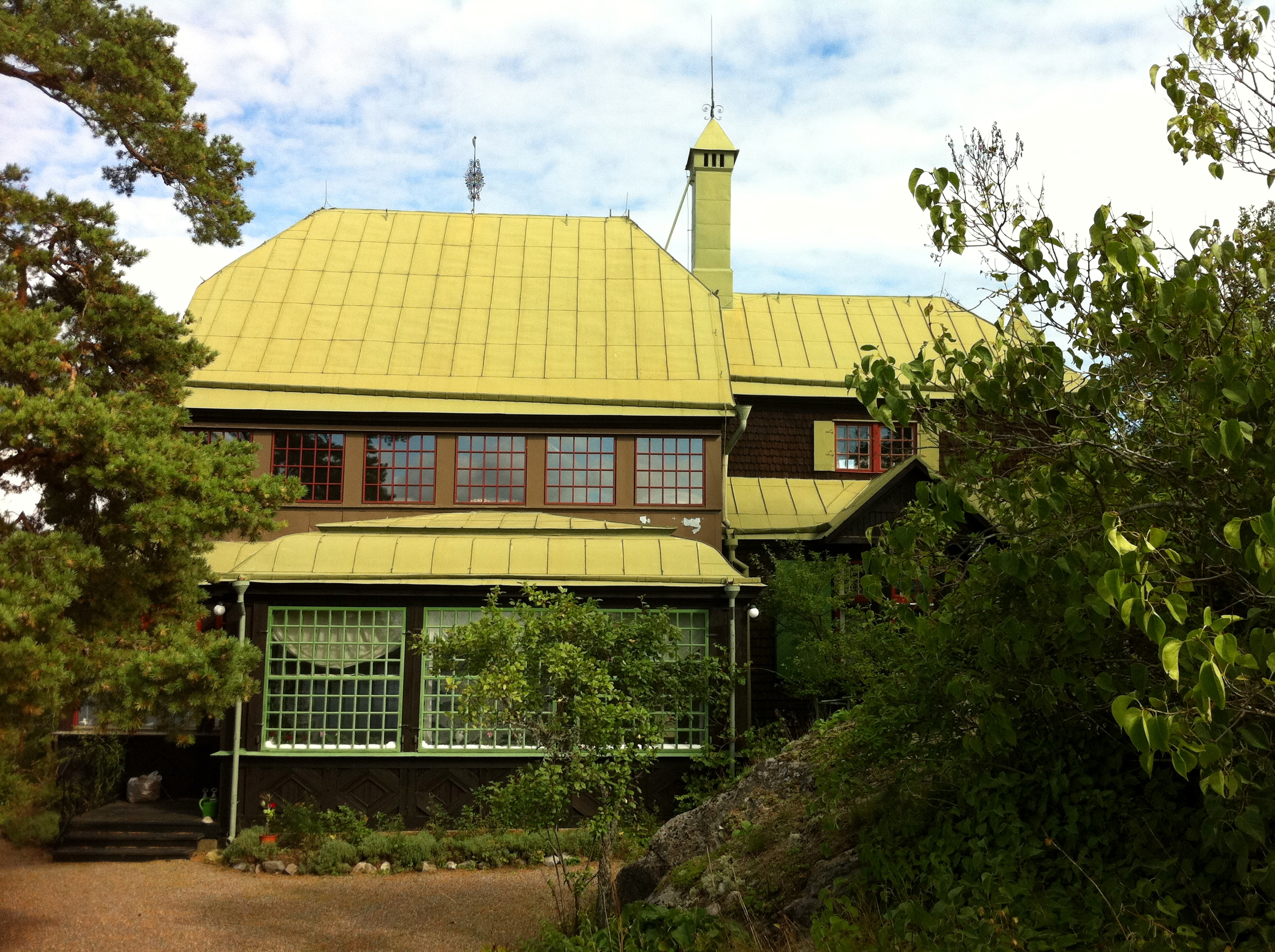
Södra sidan
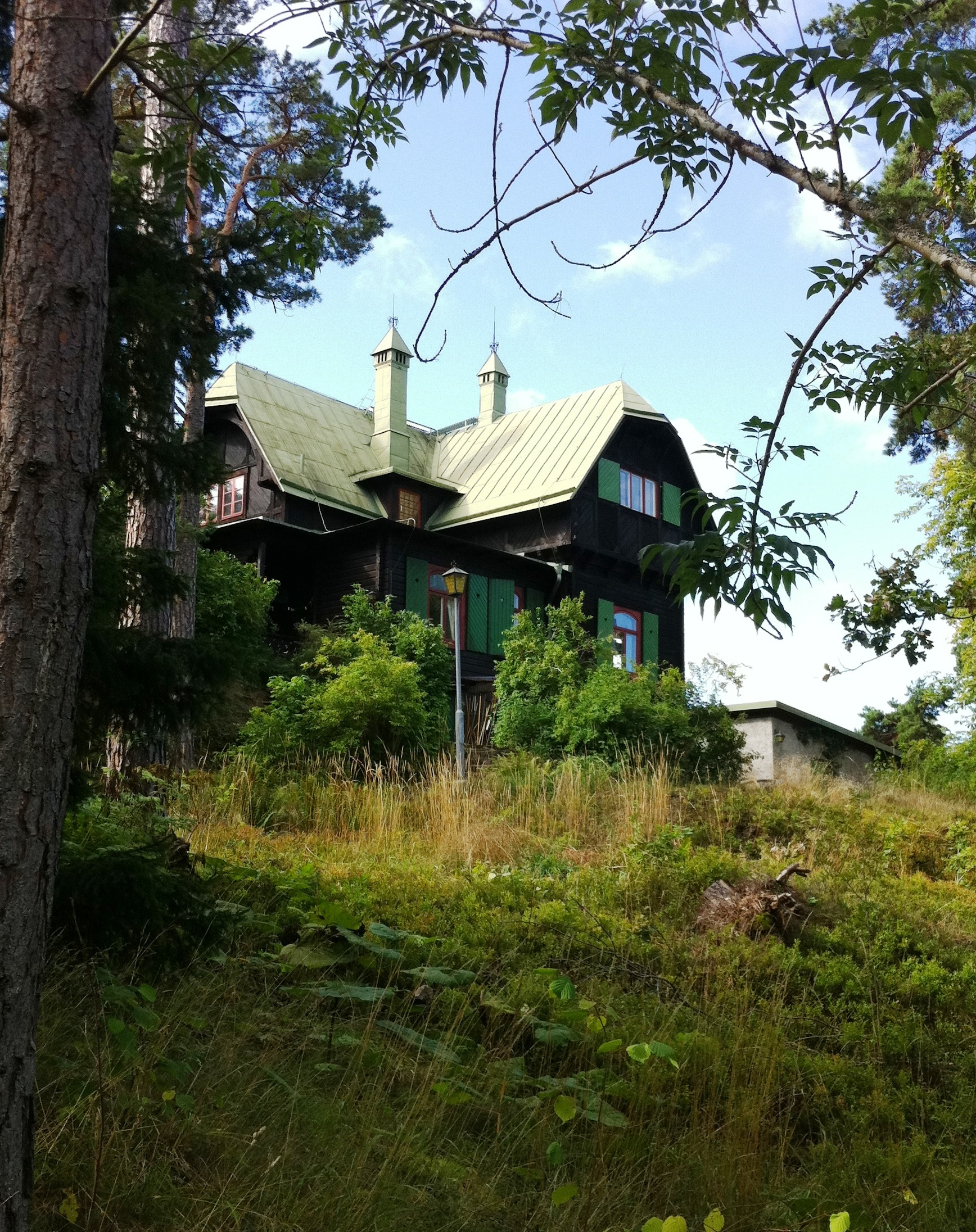
Norra sidan